# Stadionul Muncitorilor

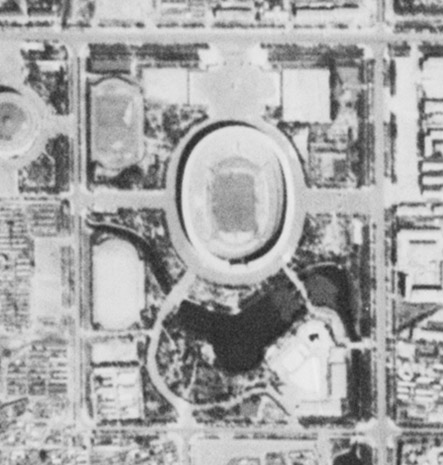
Imagine din satelit a Stadionului (20 septembrie 1967)

Stadionul Muncitorilor (în chineză simplificată: 工人体育场; chineză tradițională: 工人體育場; pinyin: Gōngrén Tǐyùcháng), adesea numit mai simplu Gongti sau Gong Ti, a fost un stadion multi-scop în districtul Chaoyang din nord-estul Beijingului, China. A fost folosit mai ales pentru meciuri de fotbal. Stadionul a fost construit în 1959 și a fost ultima dată renovat în 2004, când a fost consolidată structura de beton și au fost instalate un nou ecran rotativ și dispozitive care consumă mai puțină energie. Avea o capacitate de 65.094 de spectatori și acoperea o suprafață de 350.000 de metri pătrați. A fost una dintre cele Zece Mari Clădiri construite în 1959 pentru cea de-a 10-a aniversare a Republicii Populare Chineze. Un nou stadion este în curs de construcție pe același loc.

## Istoric
Acesta a fost principalul stadion pentru Jocurile Asiatice din 1990, unde au avut loc ceremoniile de deschidere și închidere. Unele meciuri cu prezență mare ale clubului Beijing Guo'an au avut loc pe acest stadion. În 1993, stadionul a fost gazdă pentru câteva Recorduri Mondiale stabilite de grupul de alergători de distanță chinezi la cea de-a 7-a ediție a Jocurilor Naționale din China, cele mai faimoase fiind campioanele mondiale Wang Junxia și Qu Yunxia, care dominaseră Campionatul Mondial 1993 cu o lună înainte.
Pe acest stadion au fost înregistrați cei mai buni timpi înregistrați vreodată în cursele de 1500 m femei (3:50.46), 3000 m femei (8:06.11) și 10.000 m femei (29:31.78). Aceste recorduri mondiale încă rezistă și aduc o parte din faimă stadionului. La sfârșitul anilor 1990, stadionul a fost parțial demolat și renovat, ca parte a candidaturii Chinei pentru Jocurile Olimpice din 2000, candidatură care nu a reușit. Stadionul a continuat să fie un loc important pentru evenimentele sportive din Beijing, găzduind Universiada de Vară din 2001 și Marea Finală a Cupei Asiei 2004.
În iulie 2001, după ce Beijing a câștigat dreptul de a găzdui Jocurile Olimpice de Vară din 2008, stadionul a fost conceput ca principalul loc pentru evenimente. În cele din urmă, a fost construit un nou stadion principal, iar Stadionul Muncitorilor a găzduit sferturile de finală și semifinalele de fotbal masculin și finala de fotbal feminin. Pe stadion trebuia să aibă loc primul joc NFL jucat în China, un joc pre-sezon între Seattle Seahawks și New England Patriots, pe 8 august 2007. Cu toate acestea, China Bowl a fost anulat în luna aprilie 2007. Printre motivele invocate a fost faptul că NFL a vrut să aloce toate resursele jocului de sezon dintre Miami Dolphins și New York Giants, care urma să fie jucat la Londra pe 28 octombrie 2007.

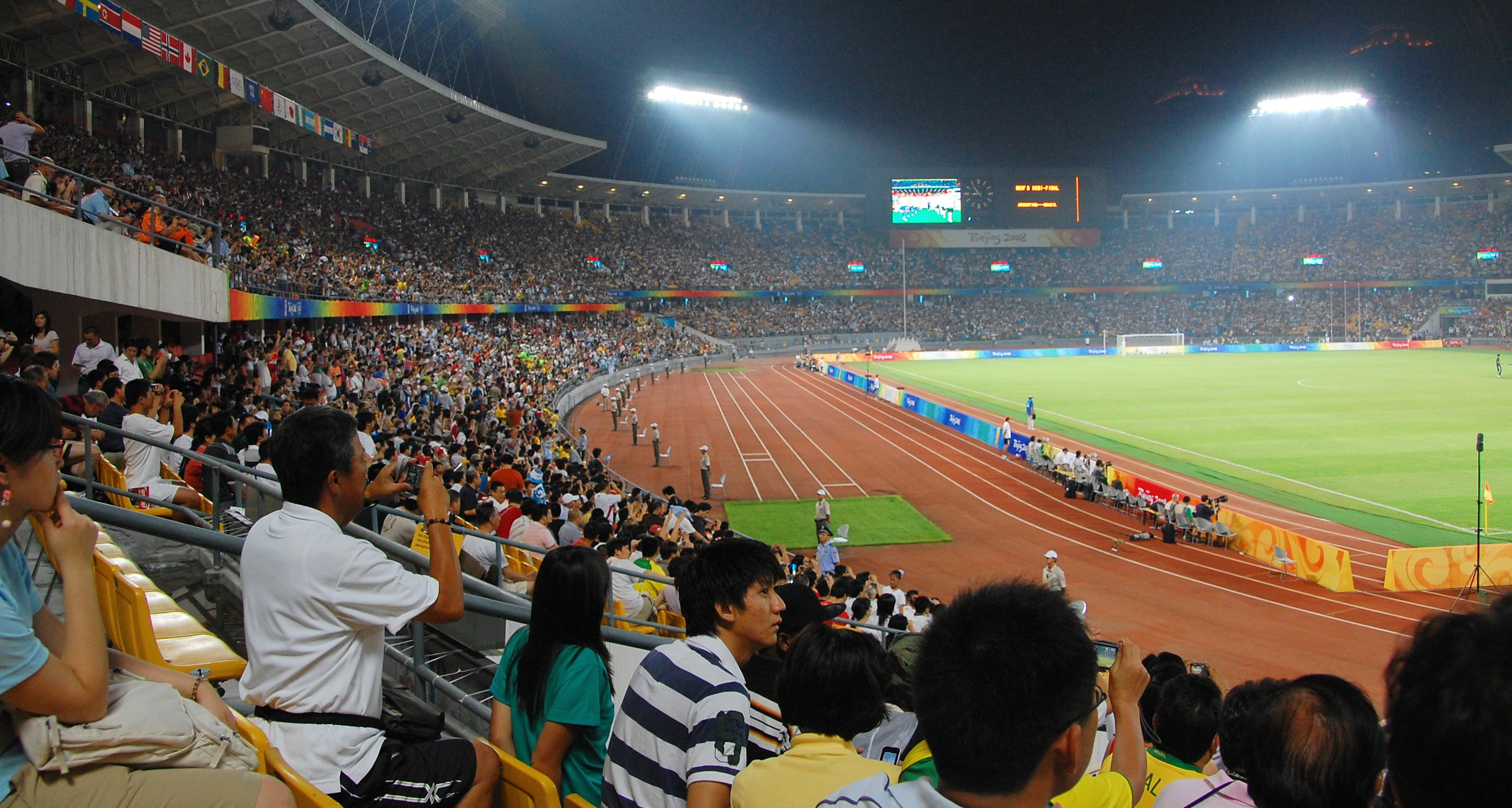
Interior în timpul Jocurilor Olimpice de Vară din 2008

Pe 4 ianuarie 2020, a fost anunțat că Stadionul Muncitorilor va găzdui o serie de meciuri din Cupei Asiei 2023. După terminarea sezonului 2019, Beijing Guoan va juca pe Stadionul Centrului Sportiv Olimpic timp de trei ani, în timp ce vor avea loc renovări.

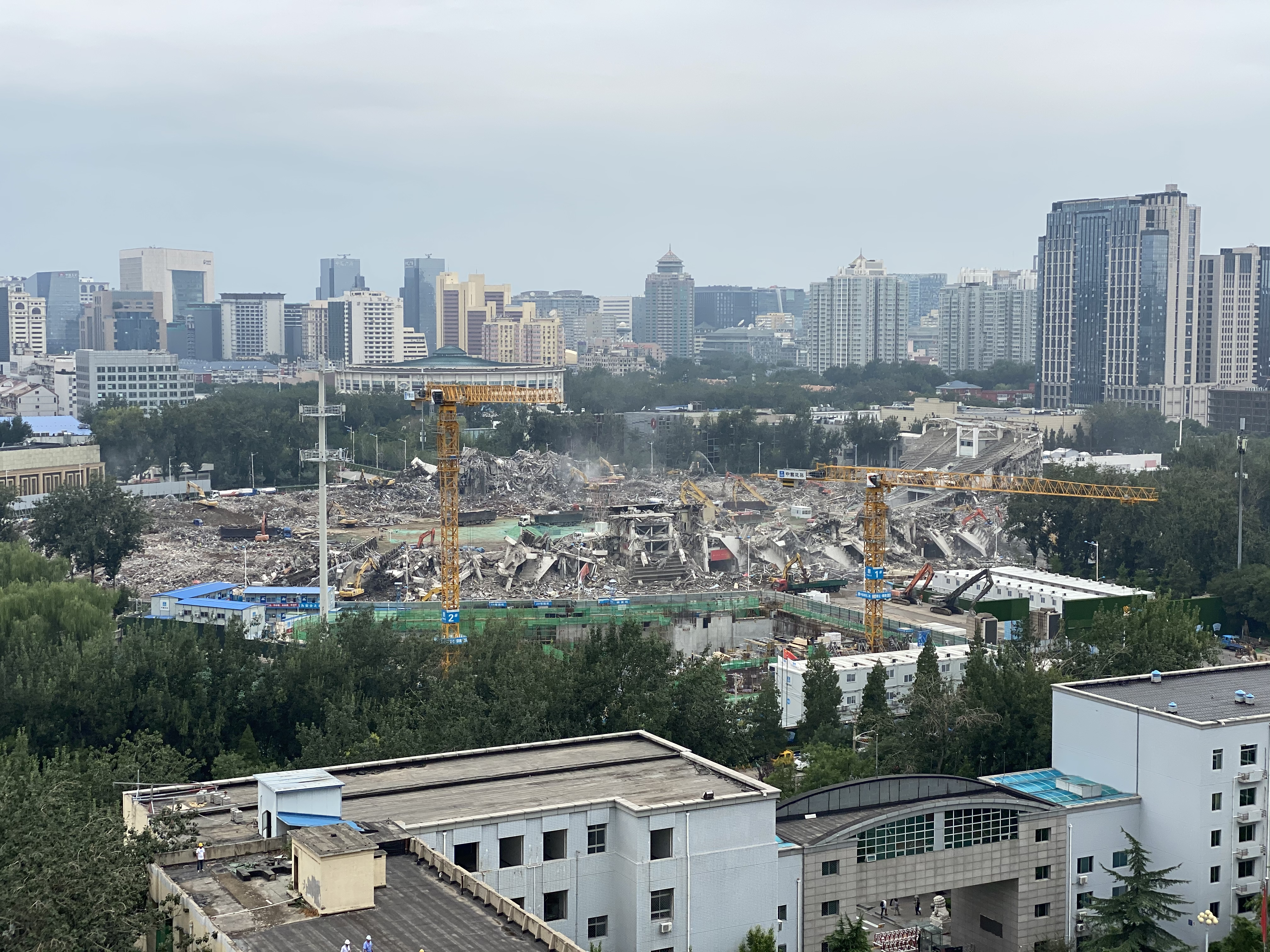
Demolarea Stadionului Muncitorilor în august 2020